# Abatai
Abatai ist ein Dorf auf der Insel Rennell in der salomonischen Provinz Rennell und Bellona. Benachbarte Dörfer sind Tesauma, Magino, Matamoana und Nukumatangi.
Das Dorf liegt 40 km und damit ungefähr zweieinhalb Stunden Fahrt, von Tigoa im Osten der Insel entfernt. Abatai liegt an der Kangava Bay, mit weißen Strand und Korallenriffen. Insgesamt leben um die 80 Personen in Abatai. Sie gehören entweder der South Seas Evangelical Church (SSEC) an oder sind Baptisten. Die zuständige Polizeistation befindet sich in Tigoa sowie ein Mitarbeiter der Provinzregierung.